# FA Cup 1892-1893
La FA Cup 1892-93 fu la ventiduesima edizione del torneo calcistico più vecchio del mondo. Vinse per la prima volta il Wolverhampton Wanderers.

## Calendario
| Turno                           | Data                    | Numero di squadre |
| ------------------------------- | ----------------------- | ----------------- |
| Turno preliminare               | Sabato 1º ottobre 1892  | 10                |
| Primo turno di qualificazione   | Sabato 15 ottobre 1892  | 160               |
| Secondo turno di qualificazione | Sabato 29 ottobre 1892  | 80                |
| Terzo turno di qualificazione   | Sabato 19 novembre 1892 | 40                |
| Quarto turno di qualificazione  | Sabato 10 dicembre 1892 | 20                |
| Primo turno                     | Sabato 21 gennaio 1893  | 32                |
| Secondo turno                   | Sabato 4 febbraio 1893  | 16                |
| Terzo turno                     | Sabato 18 febbraio 1893 | 8                 |
| Semifinali                      | Sabato 4 marzo 1893     | 4                 |
| Finale                          | Sabato 25 marzo 1893    | 2                 |

## Primo turno
| Nr. partita | Squadra locale          | Punteggio               | Squadra ospite           | Data            |
| ----------- | ----------------------- | ----------------------- | ------------------------ | --------------- |
| 1           | Blackpool               | 1-3                     | Sheffield United         | 21 gennaio 1893 |
| 2           | Darwen                  | 5-4                     | Aston Villa              | 21 gennaio 1893 |
| 3           | Burnley                 | 2-0                     | Small Heath              | 21 gennaio 1893 |
| 4           | Preston North End       | 9-2                     | Burton Swifts            | 21 gennaio 1893 |
| 5           | Marlow                  | 1-3                     | Middlesbrough Ironopolis | 21 gennaio 1893 |
| 6           | Notts County            | 4-0                     | Shankhouse               | 21 gennaio 1893 |
| 7           | Nottingham Forest       | 4-0                     | Casuals                  | 21 gennaio 1893 |
| 8           | Blackburn Rovers        | 4-0                     | Newton Heath             | 21 gennaio 1893 |
| 9           | Sheffield Wednesday     | 3-2 Risultato annullato | Derby County             | 21 gennaio 1893 |
| Ripetizione | Derby County            | 1-0 Risultato annullato | Sheffield Wednesday      | 30 gennaio 1893 |
| Ripetizione | Sheffield Wednesday     | 4-2                     | Derby County             | 2 febbraio 1893 |
| 10          | Bolton Wanderers        | 1-1                     | Wolverhampton Wanderers  | 21 gennaio 1893 |
| Ripetizione | Wolverhampton Wanderers | 2-1                     | Bolton Wanderers         | 28 gennaio 1893 |
| 11          | Accrington              | 2-1                     | Stoke                    | 21 gennaio 1893 |
| 12          | Grimsby Town            | 5-0                     | Stockton                 | 21 gennaio 1893 |
| 13          | Sunderland              | 6-0                     | Woolwich Arsenal         | 21 gennaio 1893 |
| 14          | Everton                 | 4-1                     | West Bromwich Albion     | 21 gennaio 1893 |
| 15          | Loughborough            | 1-2                     | Northwich Victoria       | 21 gennaio 1893 |
| 16          | Newcastle Utd           | 2-3                     | Middlesbrough            | 21 gennaio 1893 |

## Secondo turno
| Nr. partita | Squadra locale           | Punteggio | Squadra ospite     | Data            |
| ----------- | ------------------------ | --------- | ------------------ | --------------- |
| 1           | Darwen                   | 2-0       | Grimsby Town       | 4 febbraio 1893 |
| 2           | Blackburn Rovers         | 4-1       | Northwich Victoria | 4 febbraio 1893 |
| 3           | Sheffield Wednesday      | 1-0       | Burnley            | 4 febbraio 1893 |
| 4           | Accrington               | 1-4       | Preston North End  | 4 febbraio 1893 |
| 5           | Wolverhampton Wanderers  | 2-1       | Middlesbrough      | 4 febbraio 1893 |
| 6           | Everton                  | 4-2       | Nottingham Forest  | 4 febbraio 1893 |
| 7           | Sheffield United         | 1-3       | Sunderland         | 4 febbraio 1893 |
| 8           | Middlesbrough Ironopolis | 3-2       | Notts County       | 4 febbraio 1893 |

## Terzo turno
| Nr. partita | Squadra locale           | Punteggio | Squadra ospite           | Data             |
| ----------- | ------------------------ | --------- | ------------------------ | ---------------- |
| 1           | Preston North End        | 2-2       | Middlesbrough Ironopolis | 18 febbraio 1893 |
| Ripetizione | Middlesbrough Ironopolis | 0-7       | Preston North End        | 18 febbraio 1893 |
| 2           | Blackburn Rovers         | 3-0       | Sunderland               | 18 febbraio 1893 |
| 3           | Wolverhampton Wanderers  | 5-0       | Darwen                   | 18 febbraio 1893 |
| 4           | Everton                  | 3-0       | Sheffield Wednesday      | 18 febbraio 1893 |

## Semifinali
| Nr. partita | Squadra locale          | Punteggio | Squadra ospite    | Data          |
| ----------- | ----------------------- | --------- | ----------------- | ------------- |
| 1           | Wolverhampton Wanderers | 2-1       | Blackburn Rovers  | 4 marzo 1893  |
| 2           | Everton                 | 2-2       | Preston North End | 4 marzo 1893  |
| Ripetizione | Preston North End       | 0-0       | Everton           | 16 marzo 1893 |
| Ripetizione | Everton                 | 2-1       | Preston North End | 20 marzo 1893 |

## Finale
| Arbitro: | C.J. Hughes |

|                 |           |  |
| Harry Allen 60’ | Marcatori |  |